# Supercoppa rumena 2023 (pallavolo maschile)
La Supercoppa rumena 2023, 5ª edizione della Supercoppa nazionale di pallavolo maschile, si è svolta il 30 settembre 2023: al torneo hanno partecipato due squadre di club rumene e la vittoria finale è andata per la terza volta all'Arcada Galați.

## Formula
La formula ha previsto una gara unica.

## Squadre partecipanti
| Squadra               | Qualificazione                      |
| --------------------- | ----------------------------------- |
| Arcada Galați         | Vincitrice Divizia A1 2022-23       |
| Universitatea Craiova | Vincitrice Coppa di Romania 2022-23 |

## Torneo
| 30 ottobre 2023 Sala polivalentă Alba Blaj, Blaj Durata: 1h:40 - Spettatori: 1 700 | Arcada Galați | 3 - 0 | Universitatea Craiova | 25-19, 25-23, 25-17 |